# Saint-Christophe-le-Jajolet
Pour les articles homonymes, voir Saint-Christophe.
Saint-Christophe-le-Jajolet est une ancienne commune française, située dans le département de l'Orne en région Normandie, peuplée de 238 habitants (les Jajoléens).
Elle a fusionné le 1er janvier 2015 avec trois autres communes, sous le régime juridique des communes nouvelles instauré par la loi no 2010-1563 du 16 décembre 2010 de réforme des collectivités territoriales pour créer la commune nouvelle de Boischampré.

## Géographie
| Vrigny              | Argentan                    | Saint-Loyer-des-Champs |
| Vrigny              | Saint-Christophe-le-Jajolet | Marcei                 |
| Vrigny, La Bellière | La Bellière                 | Montmerrei             |

## Toponymie
Cet hagiotoponyme est dédié à Christophe de Lycie, martyr du IIIe siècle (Christophoros, « celui qui porte le Christ »). Quant à la seconde partie du toponyme, elle se réfère peut-être à une famille Jajolet. En ancien français, l'article défini pouvait avoir l'usage de démonstratif : « Saint-Christophe, celui de Jajolet ».

## Politique et administration
| Période                                  | Période  | Identité                    | Étiquette | Qualité           |
| ---------------------------------------- | -------- | --------------------------- | --------- | ----------------- |
| 1846                                     | ?        | Gaston d'Audiffret-Pasquier |           |                   |
| ...                                      |          |                             |           |                   |
| (avant 2001)                             | En cours | Michel Lerat                | SE        | Cadre territorial |
| Les données manquantes sont à compléter. |          |                             |           |                   |

Le conseil municipal est composé de onze membres dont le maire et deux adjoints.

## Démographie
L'évolution du nombre d'habitants est connue à travers les recensements de la population effectués dans la commune depuis 1793. À partir du 1er janvier 2009, les populations légales des communes sont publiées annuellement dans le cadre d'un recensement qui repose désormais sur une collecte d'information annuelle, concernant successivement tous les territoires communaux au cours d'une période de cinq ans. 
Pour les communes de moins de 10 000 habitants, une enquête de recensement portant sur toute la population est réalisée tous les cinq ans, les populations légales des années intermédiaires étant quant à elles estimées par interpolation ou extrapolation. Pour la commune, le premier recensement exhaustif entrant dans le cadre du nouveau dispositif a été réalisé en 2008,.
En 2021, la commune comptait 238 habitants, en évolution de −8,11 % par rapport à 2015 (Orne : −1,53 %, France hors Mayotte : +2,49 %).
| 1793 | 1800 | 1806 | 1821 | 1836 | 1841 | 1846 | 1851 | 1856 |
| ---- | ---- | ---- | ---- | ---- | ---- | ---- | ---- | ---- |
| 440  | 208  | 445  | 477  | 473  | 460  | 410  | 387  | 383  |

| 1861 | 1866 | 1872 | 1876 | 1881 | 1886 | 1891 | 1896 | 1901 |
| ---- | ---- | ---- | ---- | ---- | ---- | ---- | ---- | ---- |
| 379  | 346  | 366  | 352  | 313  | 335  | 315  | 277  | 273  |

| 1906 | 1911 | 1921 | 1926 | 1931 | 1936 | 1946 | 1954 | 1962 |
| ---- | ---- | ---- | ---- | ---- | ---- | ---- | ---- | ---- |
| 250  | 249  | 254  | 275  | 285  | 217  | 265  | 268  | 252  |

| 1968 | 1975 | 1982 | 1990 | 1999 | 2008 | 2013 | 2018 | 2020 |
| ---- | ---- | ---- | ---- | ---- | ---- | ---- | ---- | ---- |
| 257  | 224  | 241  | 253  | 236  | 235  | 255  | 241  | 239  |

## Culture locale et patrimoine

### Lieux et monuments
- Château de Sassy (XVIIIe siècle) et son parc, classés aux Monuments historiques[13], ainsi que la chapelle.
- Château du Vieux-Bourg, site classé[14].
- Moulin du Vieux-Bourg.
- Église Saint-Christophe (XIXe siècle), abritant un tableau (Mise au tombeau) du XVIIe siècle classé à titre d'objet aux Monuments historiques[15].

### Personnalités liées à la commune
- Familles du Couëdic de Kerérant[16],[17] et Perrier.
- La famille du duc d'Audiffret-Pasquier.

### Pèlerinage de Saint Christophe
Archiconfrérie de Saint Christophe le Jajolet  Un document de 1673 atteste l'existence d'une confrérie à Saint-Christophe-le-Jajolet "établie de tous temps", un culte au saint patron des voyageurs qui s’essouffle pourtant pendant presque deux siècles, c'est en 1899 que renaît la confrérie sous l'égide de Mgr BARDEL, évêque du diocèse de Sées.
Un pèlerinage annuel a lieu en Juillet au cours duquel sont bénis les voyageurs (la Saint Christophe est fêtée le 25 du mois de Juillet en occident)